# Microregiunea Mór
Microregiunea Mór (în maghiară Móri kistérség) a fost o microregiune statistică (kistérség) din județul Fejér, Ungaria.
Cu o populație de 34.431 locuitori și o suprafață de 417,55 km2, aceasta a existat până în 2014, când în Ungaria, microregiunile ”kistérségek” au fost înlocuite de districte (járások).